# BPD Europe
BPD Europe (Langform: Bouwfonds Property Development, Eigenschreibweise: bpd) ist ein niederländisches Immobilienunternehmen. BPD ist vor allem mit der Entwicklung von Wohnimmobilien und Wohnquartieren aktiv, hält aber auch einen eigenen Immobilienbestand. BPD ist ein hundertprozentiges Tochterunternehmen der Rabobank. Geografische Arbeitsfelder sind die Niederlande und Deutschland. Sitz des deutschen Firmenzweigs BPD Germany ist Frankfurt am Main.

## Geschäftstätigkeit

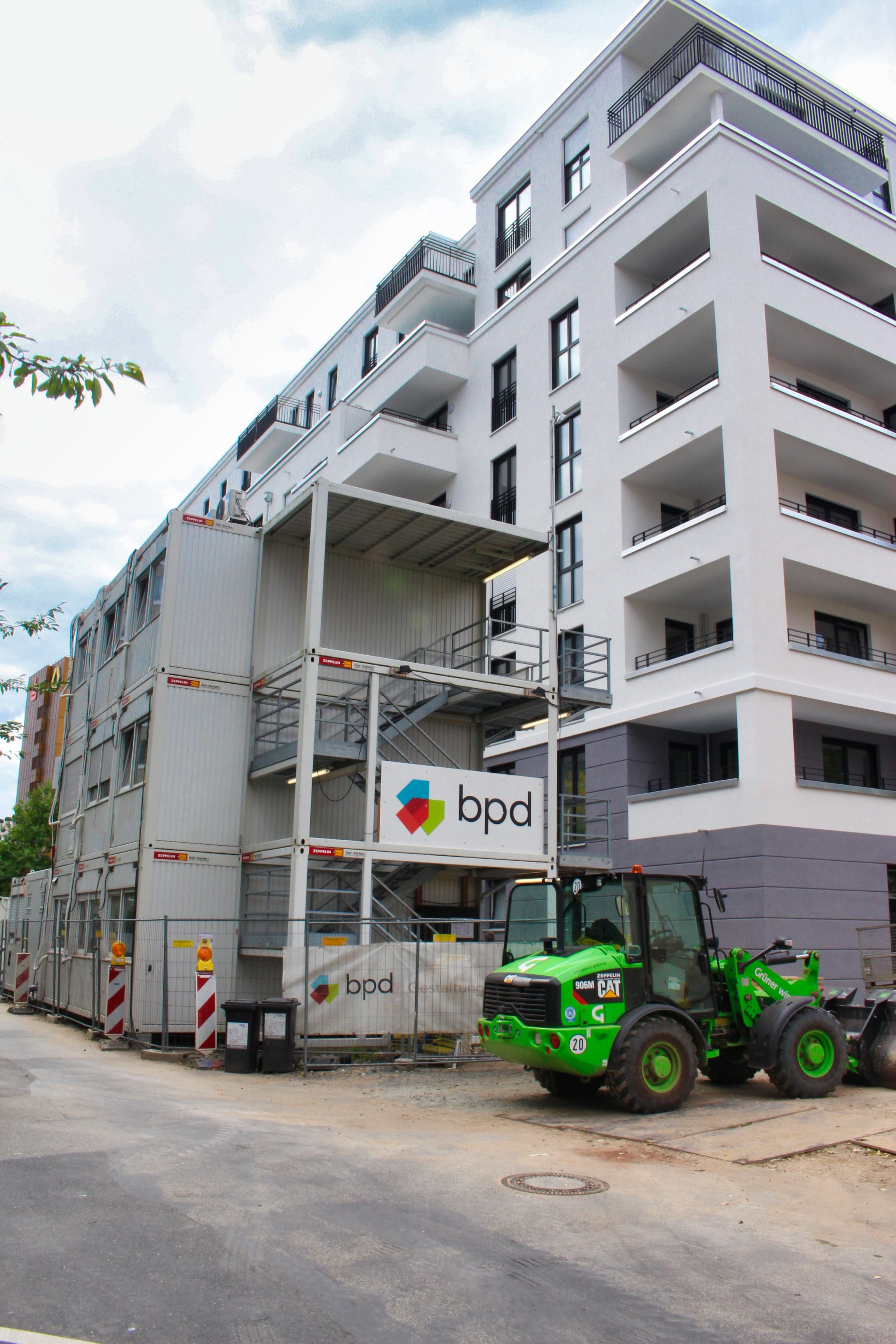
Logo von BPD an der Baustelle des Wohnungsbauprojekts Patio in Frankfurt am Main, 2017

BPD betreibt die Projektentwicklung vornehmlich von Wohnimmobilien. Die Produktpalette ist dabei breit aufgestellt, von Einfamilienhäusern bis hin zum Geschosswohnungsbau. Da das Unternehmen auch großflächige Wohnquartiere entwickelt, gehören mit Wohnnutzungen verbundene Immobilien ebenfalls zum Entwicklungsportfolio, insbesondere Flächen für den Einzelhandel zur Nahversorgung der Wohnquartiere oder auch Infrastrukturbauten wie Kindergärten oder Parkhäuser. Die Immobilien werden in der Regel und insbesondere in Deutschland nicht für den eigenen Bestand entwickelt, sondern als Wohneigentum an Selbstnutzer oder Kleinvermieter sowie als Mietshäuser an Investoren verkauft. BPD entwickelt dabei sowohl frei finanzierte als auch geförderte Wohnungen.
Ende 2021 verfügte das Unternehmen über einen Immobilienbesitz im Wert von rund 2,2 Mrd. Euro. Dies umfasste in der Entwicklung befindliche Grundstücke, noch unverkaufte in Bau befindliche oder fertiggestellte Immobilien und selbst bewirtschaftete Objekte. Das Jahr 2021 wurde mit einem operativen Nettogewinn in Höhe von 169 Mio. Euro abgeschlossen.
Wichtiger Fremdkapitalgeber von BPD ist ihr Mutterunternehmen Rabobank. Die Rabobank übt die Aufsicht über ihr Tochterunternehmen BPD über die Gesellschafterversammlung und über den Immobilien-Investitionsausschuss aus. Letzterer bewertet und genehmigt einzelne Bau- und Entwicklungsprojekte sowie grundlegende operative Entscheidungen des Unternehmens. Verbleibende Teile des früheren Vermögensverwaltungsgeschäfts wurden ebenfalls vom Mutterunternehmen übernommen.

## Geschichte
BPD geht auf die Überlegungen dreier Gemeindebeamter aus der Provinz Drenthe zurück, die noch während des Zweiten Weltkriegs Pläne zur Finanzierung des absehbaren Wiederaufbaus entwarfen. 1946 wurde auf ihre Initiative hin die Bausparkasse Bouwspaarkas Drentsche Gemeenten gegründet. In den folgenden Jahren schlossen sich zahlreiche Sparer und Gemeinden auch in Nachbarprovinzen an. 1947 bezog eine Familie das erste auf diesem Weg finanzierte Eigenheim in Nieuw-Schoonebeek. 1950 wurde das 1000. Haus fertiggestellt, 1953 das 2500. Anfang der 1950er Jahre begann die Bausparkasse auch Grundstücke für spätere Hausprojekte zu erwerben. Mitte der 1950er Jahre wurden verstärkt Fertighäuser entwickelt. Angesichts der regionalen Ausweitung des Arbeitsgebiets erfolgte 1956 die Umbenennung in Bouwfonds Nederlandse Gemeenten.
1967 wendete sich das Unternehmen vom ursprünglichen Bausparkassengeschäft mit zuletzt mehr als 20.000 Sparern ab und trat vermehrt als Projektentwickler auf, der Fremdkapital von Banken und institutionellen Investoren erhielt. 1968 wurde die 50.000. Wohneinheit fertig. In den 1970er Jahren erschloss das Unternehmen das Geschäftsfeld der großformatigen Quartiersentwicklungen und ging erste Öffentlich-private Partnerschaften ein.
1993 gründete Bouwfonds ein Tochterunternehmen im Nachbarland Deutschland. Dessen erstes Projekt war das Wohnquartier Riverside im Stadtteil Ostend von Frankfurt am Main.

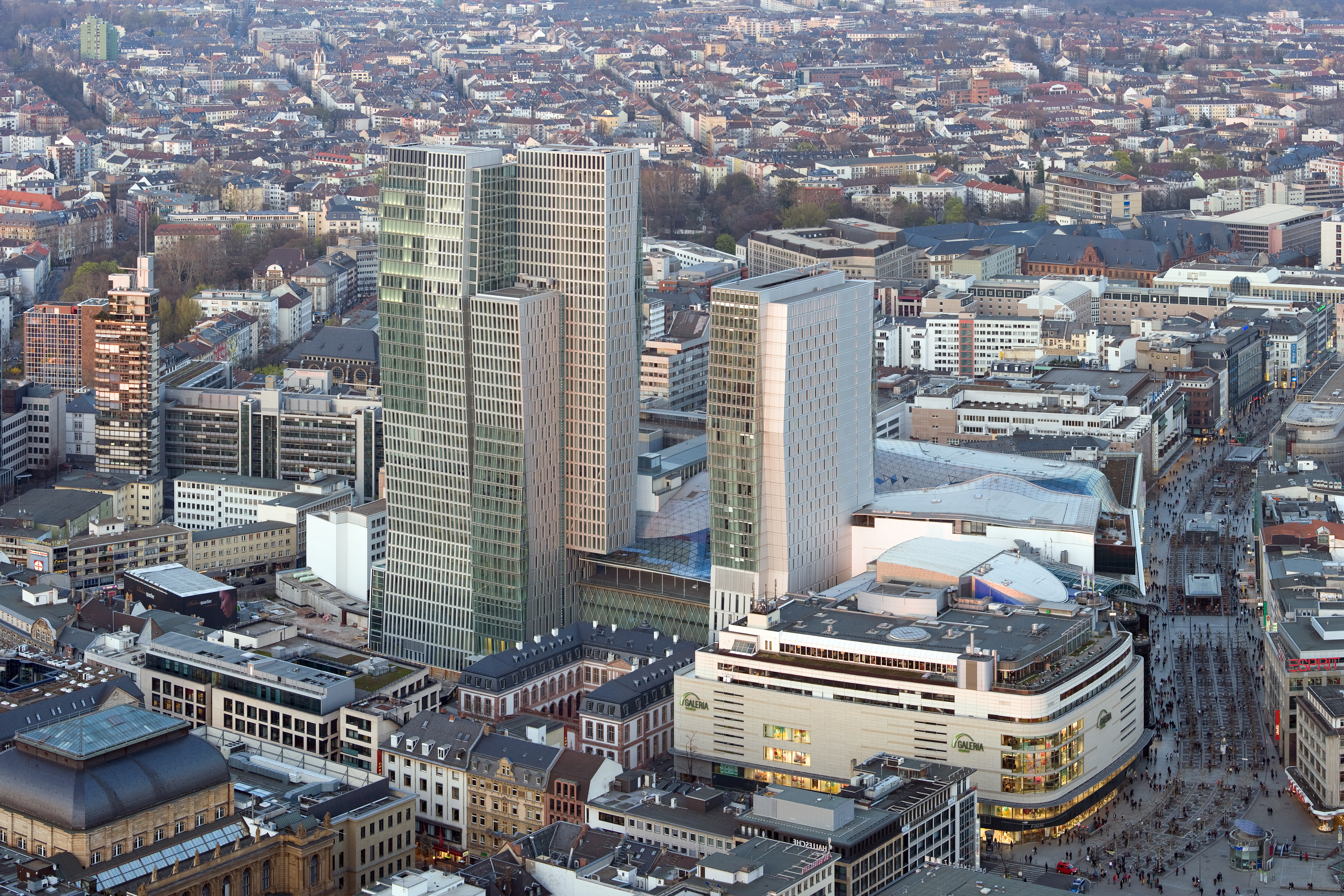
Palaisquartier in Frankfurt, eine Entwicklung von Bouwfonds

1999 erwarb die Bank ABN AMRO die Hälfte von Bouwfonds und im April 2005 das gesamte Unternehmen. Verkäufer waren mehrere niederländische Kommunen und die Bank Nederlandsen Gemeenten. Bouwfonds selbst übernahm 2004 den Konkurrenten MAB, wodurch die Entwicklung von Gewerbeimmobilien einen höheren Stellenwert im Unternehmen erhielt. Das Unternehmen trat in den folgenden Jahren verstärkt unter dem Namen Bouwfonds MAB auf. Zu den größten Projekten in diesem Rahmen gehörte des Frankfurter Gewerbeensemble Palaisquartier. Zu diesem Zeitpunkt war Bouwfonds neben den Niederlanden und Deutschland auch in Belgien, Frankreich und Tschechien aktiv, verstand sich auch als Vermögensverwaltung und legte als Fondsmanager verschiedene Anlageprodukte auf.
2006 erfolgte der Verkauf von Bouwfonds durch ABN AMRO an die Rabobank für 845 Mio. Euro. Vom Jahr 2013 an begann die Rabobank aus der Entwicklung von Gewerbeimmobilien auszusteigen, die bis dahin vor allem über die integrierten MAB-Strukturen abgewickelt worden waren. Seit 2015 firmiert Bouwfonds Europe vornehmlich unter dem Kürzel BPD.
2015 begann BPD sein Vermögensverwaltungsgeschäft und die Infrastrukturentwicklung, insbesondere Parkhäuser und Breitbandverkabelung, abzustoßen. So erwarb CBRE Global Investors für eine Gruppe institutioneller Investoren ein großes Portfolio aus Einzelhandelsimmobilien. Per Management-Buy-out wurden 2018 große Teile der verbliebenen Aktivitäten auf diesen Geschäftsfeldern an das neu gegründete Unternehmen Primevest veräußert. EQT Infrastructure kaufte Beteiligungen an zwei niederländischen Kommunikationsinfrastrukturfonds. Tennet Holding erwarb Elektrizitäts-Infrastruktur von BPD. Ebenfalls 2018 wurde das Frankreich-Geschäft abgestoßen.
Ende 2019 gründete die Rabobank den BPD Woningfonds zum dauerhaften Halten eines Wohnungsbestands in den Niederlanden im mittleren Preissegment. Der Fonds ist damit ein Schwesterunternehmen von BPD Europe. Über seinen Geschäftszweig BPD RCF Fundmanagement führt BPD das Fondsmanagement für den BPD Woningfonds aus. Bis Ende 2021 wuchs der Bestand des Fonds auf 766 Wohnungen in der Bewirtschaftung und 2700 Wohneinheiten im Bau und im Erwerbsprozess an.
Seit seiner Gründung hat BPD mehr als 375.000 Wohneinheiten entwickelt.

## Unternehmensgliederung
BPD Europe gliedert sich in die Gesellschaften BPD Ontwikkeling B.V., die Projektentwicklungen auf dem Heimatmarkt Niederlande betreibt, BPD RCF Fundmanagement B.V., die den Wohnungsbestand des BPD Woningfonds in den Niederlanden verwaltet, und BPD Germany GmbH, die das Projektentwicklungsgeschäft in Deutschland betreibt. Unter diesem Dach bestehen in den Niederlanden neben der Zentrale in Amsterdam vier Niederlassungen und ein Regionalbüro. In Deutschland bestehen neun Niederlassungen un sieben Regionalbüros. In den Niederlanden umfasst die Belegschaft 442 Vollzeitäquivalente, in Deutschland 318 (Stand 2021).